# Černotín (železniční zastávka)
Černotín je železniční zastávka a automatické hradlo (dříve hradlo), která se nachází v jižní části obce Černotín v okrese Přerov. Leží v km 7,914 elektrizované dvoukolejné železniční trati Hranice na Moravě – Púchov mezi stanicemi Hranice na Moravě město a Hustopeče nad Bečvou.

## Historie
Zastávka byla dána do provozu 1. listopadu 1884, tehdy s německým označením Czernotin. Po roce 1918 byl název počeštěn na Černotín a od roku 1931 upraven na Černotín zastávka. Od roku 1938 se opět používá jednoduché pojmenování Černotín,
výjimkou byla léta 1939 až 1945, kdy se používalo dvojjazyčné označení Tschernotin / Černotín.

## Popis zastávky

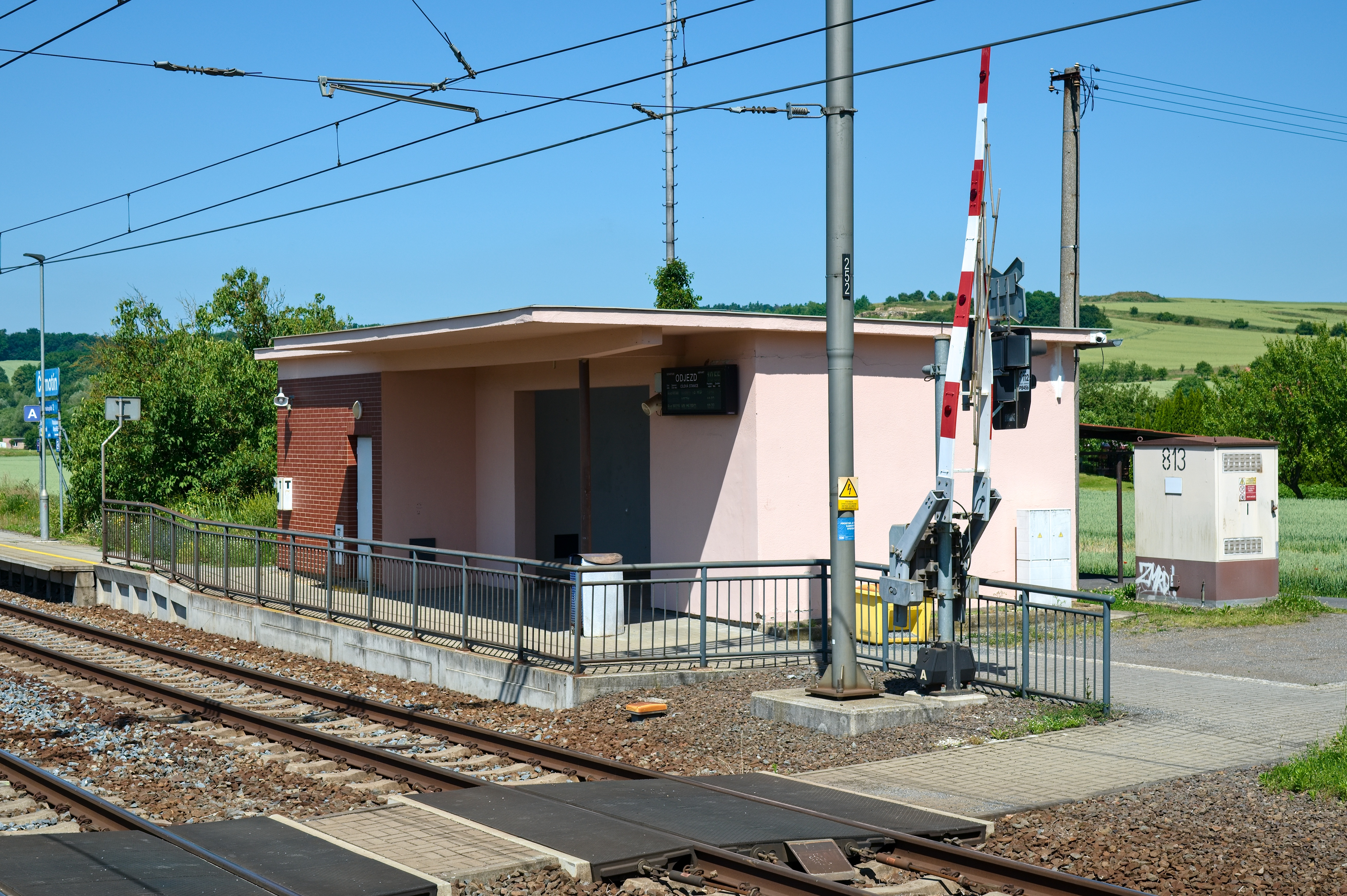
Budovy zastávky

Zastávkou procházejí dvě traťové koleje, u kterých jsou zřízena vnější nástupiště z betonových panelů, obě o délce 140 m a s výškou nástupní hrany 550 mm nad temenem kolejnice.
Cestujícím slouží přístřešek, který vznikl přestavbou někdejší nádražní budovy. Nástupiště jsou propojena úrovňovým přechodem P8456 umístěným v km 7,956. Přechod je zabezpečen přejezdovým zabezpečovacím zařízením se závorami. Cestující jsou o jízdách vlaků informováni pomocí vizuálního a akustického zařízení INISS, které obsluhuje výpravčí ve stanici Hustopeče nad Bečvou.
Oddílová návěstidla automatického hradla 1So a 2So se nacházejí v km 8,536. Dřívější oddílová návěstidla hradla se nacházela v km 7,952.